# Ronnie Mills
Pour les articles homonymes, voir Mills.
Ronald Parker Mills dit Ronnie Mills, né le 25 février 1951 à Fort Worth, est un nageur américain.

## Biographie
Aux Jeux olympiques d'été de 1968 à Mexico, Ronnie Mills remporte la médaille de bronze en finale du 100 mètres dos. Il participe aussi au premier tour du relais 4 × 100 mètres quatre nages, mais n'est pas retenu pour la finale remportée par le relais américain. 